# Stary Sącz
Stary Sącz è un comune urbano-rurale polacco del distretto di Nowy Sącz, nel voivodato della Piccola Polonia.
Ricopre una superficie di 102,41 km² e nel 2004 contava 22 049 abitanti.